# Sog (Nagqu)
| Tibetische Bezeichnung                 |
| -------------------------------------- |
| Tibetische Schrift: སོག་རྫོང              |
| Wylie-Transliteration: sog rdzong      |
| Offizielle Transkription der VRCh: Sog |
| THDL-Transkription: Sok                |
| Andere Schreibweisen: So               |
| Chinesische Bezeichnung                |
| Traditionell: 索縣                     |
| Vereinfacht: 索县                      |
| Pinyin:Suǒ Xiàn                        |

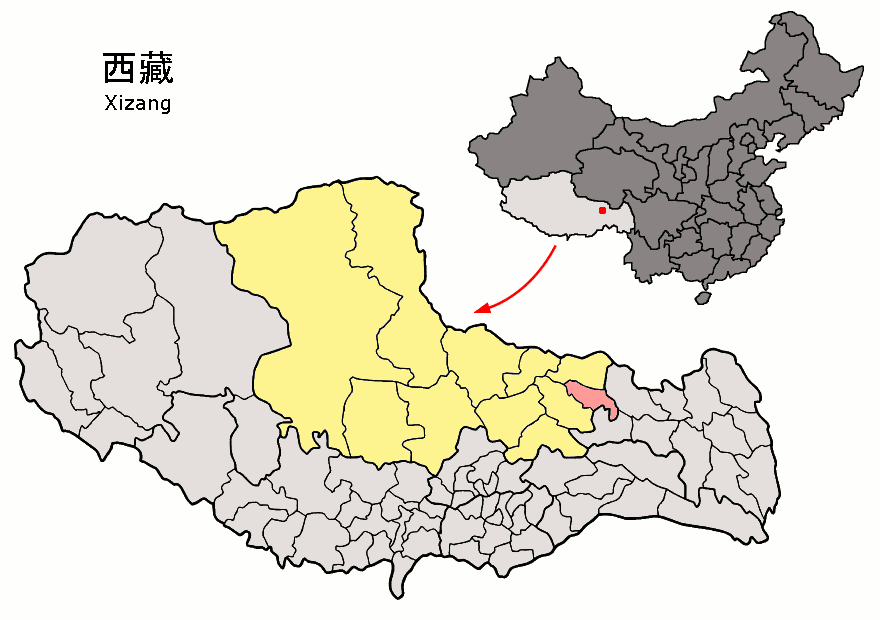
Lage von Sog (rosa) in Nagqu (gelb) innerhalb von Tibet (hellgrau)

Sog (tibetisch: སོག་རྫོང, Umschrift nach Wylie: sog rdzong, auch Sog Dzong) ist
ein Kreis des Regierungsbezirks Nagqu im Autonomen Gebiet Tibet der Volksrepublik China.
Sog hat eine Fläche von 5.868 km² und 52.923 Einwohner (Stand: Zensus 2020). Im Jahr 1990 hatte Sog 28.753 Einwohner, davon 28.663 Tibeter (99,7 %) und 86 Han-Chinesen (0,3 %). 2003 war die Bevölkerung auf 34.736 Einwohner angewachsen.

## Administrative Gliederung
Auf Gemeindeebene setzt sich der Kreis aus zwei Großgemeinden und acht Gemeinden zusammen. Diese sind (amtl. Schreibweise / Chinesisch):
- Großgemeinde Ragla 亚拉镇
- Großgemeinde Rongbo 荣布镇
- Gemeinde Rogda 若达乡
- Gemeinde Riwar 热瓦乡
- Gemeinde Chido 赤多乡
- Gemeinde Garmai 嘎美乡
- Gemeinde Gyaidên 加勤乡
- Gemeinde Jagda 江达乡
- Gemeinde Sêrzham 色昌乡
- Gemeinde Garmo 嘎木乡